# Ermita de Nuestra Señora de Guía (Camas)
La ermita de Nuestra Señora de Guía situada en Camas (provincia de Sevilla, España) se encuentra dentro del tipo de edificación de origen oriental destinada a fines religiosos a modo de pequeño oratorio que se situaban a las afueras de las ciudades y cercanas a los caminos. 
Se denominan rábitas y sobrevivían gracias a las limosnas de los creyentes.
En el Camino de Guía, en la localidad de Camas y muy cercano al término municipal de Castilleja de la Cuesta se puede visitar esta ermita con planta cuadrada cubierta por cúpula octogonal sobre trompas y en cuyo interior figura un conjunto de arquerías y columnas meramente decorativo.
La ermita data del período almohade y últimamente ha estado en peligro de derrumbamiento. Para evitar esto ha habido que adosar una nave a dos aguas.
Como anécdota se puede mencionar que cada año los peregrinos rocieros hacen parada aquí para rendir culto a su virgen.
- Datos: Q5835941